# アールアンドケーフードサービス
アールアンドケーフードサービス株式会社（英: R&K Food Service Co.,Ltd.）は、かつて存在した外食産業を展開する企業で、ロイヤルホールディングスの子会社であった。本社の旧所在地は東京都世田谷区桜新町。

## 概要
1989年3月に、ロイヤル（現・ロイヤルホールディングス）と麒麟麦酒との折半出資により設立された。2005年にはキリンダイニングから営業権を譲受。2006年からはロイヤルホールディングスの連結子会社となった。
2020年12月16日、ロイヤルホールディングスが麒麟麦酒の保有株式を簡易株式交換で取得し完全子会社化した上で、2021年1月1日付けでロイヤルホスト・テンコーポレーションと合併（ロイヤルホストが存続会社、合併後「ロイヤルフードサービス」に商号変更）し解散した。

## 展開ブランド
詳細は公式サイト| ブランド紹介を参照。情報は2015年5月時点。
- シズラー

アメリカ合衆国発祥のレストランチェーンの国内フランチャイズ。首都圏を中心に10店舗（2020年9月22日時点）を展開する。初期には近畿圏、東海地方にも展開していた。
- シェーキーズ

アメリカ合衆国発祥のピッツェリアチェーンの国内フランチャイズ。北は岩手県から南は沖縄県まで、首都圏を中心に21店舗（2020年9月22日時点）を展開する。
- ピンクベリー

アメリカのフローズンヨーグルト専門店（Pinkberry）の日本国内フランチャイズ。2014年7月にヴィーナスフォートに1号店を開業した。
ヴィーナスフォート・ららぽーと立川立飛・ららぽーとEXPOCITY・古賀サービスエリア・大濠公園の5店舗（2020年9月22日時点）を展開する。
- ローズベーカリー

フランス発祥のベーカリーショップの国内フランチャイズ。伊勢丹新宿店・銀座・丸の内・羽田空港内の4店舗（2020年9月22日時点）を展開する。
- スタンダードコーヒー

サードウェーブコーヒーの流れとロイヤルグループ創業から培ってきたベーカリーのノウハウを生かして、2013年から展開するコーヒーショップ。現在永田町・虎ノ門・品川に3店舗（2015年5月13日時点）を展開する。
- ロイヤルガーデンカフェ

東京都内を中心に9店舗（2020年9月22日時点）を展開するカフェレストラン。
- ミセスエリザベスマフィン

横浜と福岡に2店舗を展開するマフィン専門店。2007年に分社化したが、のちにカフェクロワッサンに事業譲渡後、現在はアールアンドケーフードサービス運営。
- カフェクロワッサン

北海道に2店舗、千葉に1店舗を展開するベーカリーカフェ。
三井物産との共同出資だった（旧カフェクロワッサン～物産ロイヤル）。
- 花の木

福岡・大濠公園にあり、マリリン・モンローが福岡滞在中に同店の前身である「ロイヤル中洲本店」のオニオングラタンスープを好んで連日賞味したことが〈伝説〉となっていた。2013年5月31日を以て、老朽化の為閉館した。その後福岡県の大濠公園便益施設の公募コンペを勝ち取ったことから、2014年秋に復活する予定で工事が進められ、2015年2月に「ボートハウス 大濠パーク」内の一店舗として復活した。なお、今回は他の店舗（ロイヤルガーデンカフェ、パークショップ、レンタルボート）も含めてアールアンドケーフードサービス運営になる。
この「花の木」が入居している大濠観光会館もグループ企業だが、営業規模が小さいため連結対象にはなっていない。
- カフェシェーキーズ

シェーキーズのカフェスタイルのブランド。
- グリーンクレス

神宮ゴルフ場内にあるカフェレストラン。
- 森のビアガーデン

夏季のみ神宮外苑で営業するビアガーデン。
- スプリングバレーブルワリー

東京と横浜に2店舗あるブルワリー。
- レストラン ビアポート

キリンビール横浜工場内にあるレストラン。
- バーベキューガーデン

「レストランビアポート」のテラスに､夏の間オープンするビアガーデン｡
- KIRIN SOW-SOW'

イムズにあるダイニングバー。
- キリンビアファーム

キリンビール福岡工場内にあるレストラン。
- キリンビア&スナック

那覇空港内にあるビアスタンド。
- いねや

キャナルシティとホテルフォルツァ大分にある和食レストラン。
- イルフォルノ

東京・ヴィーナスフォートと福岡・マリノアシティの2店を展開するイタリア料理店。
- 公公婆婆（ごんごんぽぽ：中華）

事業会社はドゥ・レストランツ・ファン→ロイヤルカジュアルダイニング→アールアンドケーフードサービス。
- コンチネンタルカフェロイヤル
- アペティート

福岡を中心に九州に5店舗、東京に1店舗を展開。

### コンベンションシティレストラン
東京ビッグサイト、東京国際フォーラム、幕張メッセ、ホークスタウン等の国際会議場や大規模イベントセンターに大型レストランを展開。日本万国博覧会やアジア太平洋博覧会、長野オリンピック（メディアセンター）への出店実績もある。

### 過去の業態
- 焼肉万歳

焼肉店。ロイヤルホスト黎明期には焼肉コーナーを併設していた。2007年3月にロイヤルカジュアルダイニングに移管。2010年1月の合併でアールアンドケーフードサービス運営となる。2012年11月18日で閉店。
- クーリア

ゆめタウン広島やキャナルシティで展開していたブッフェレストラン。